# Nicolas Audet
Nicolas Audet (Cipro, 1481 – 6 dicembre 1562) è stato un religioso carmelitano cipriota.

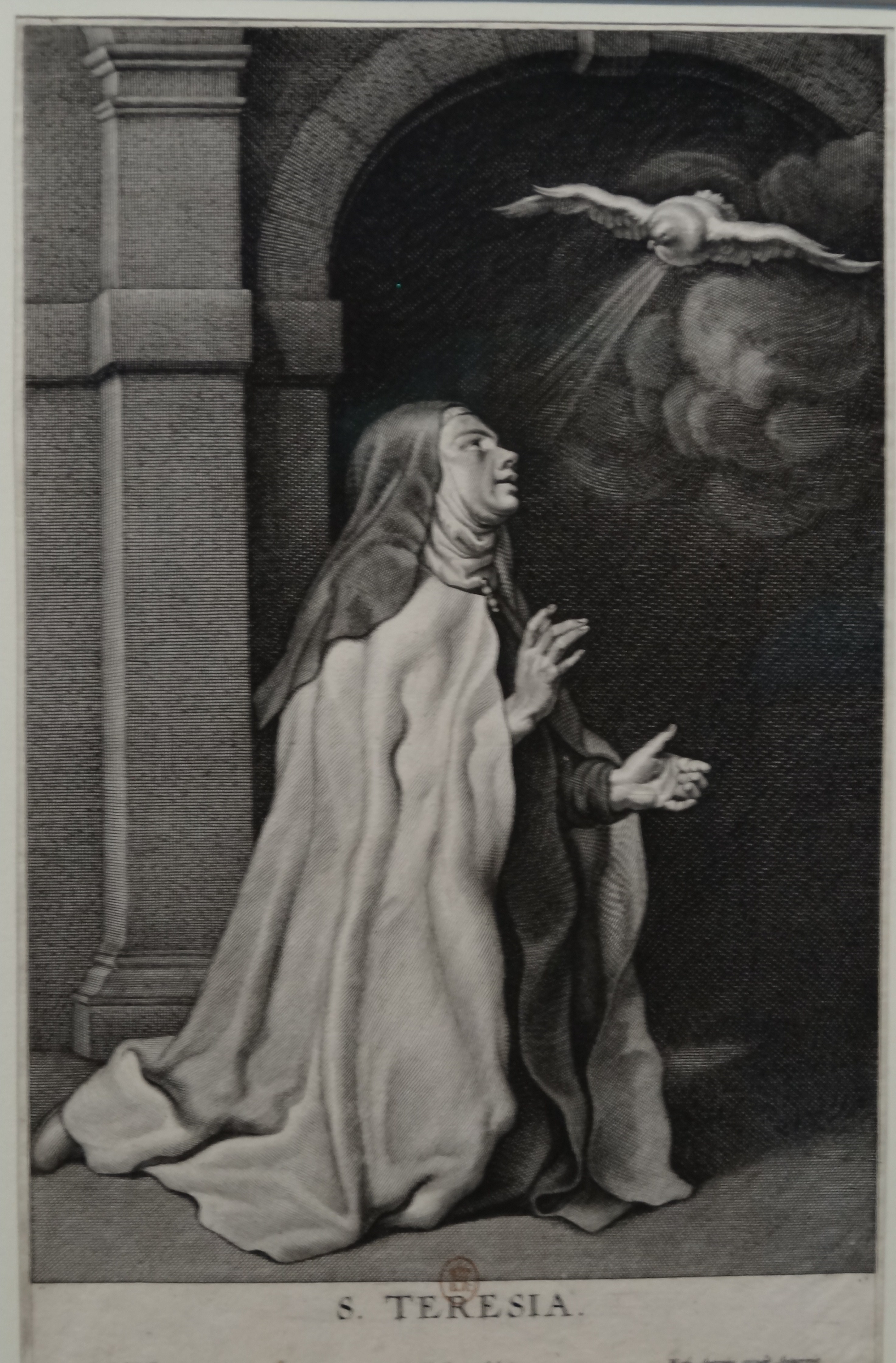
La visione di santa Teresa d'Avila.

Fu priore generale dell'Ordine dei Carmelitani dell'Antica Osservanza o semplicemente Carmelitani.

## Biografia
Nativo di una famiglia di origini francesi, entrò a far parte dei Carmelitani, dove si distinse per la sua personalità forte, capace di unire tenacia, prudenza e gentilezza. Nel 1523 papa Adriano VI (olandese dal temperamento riformatore) lo nominò vicario generale dell'Ordine, quando Bernardino Landucci era priore generale. Certo di essere eletto capo della sua famiglia religiosa al successivo capitolo dell'ordine, Nicolas stabilì subito il suo programma di riforma e pubblicò un'opera, l'Isagogicon, nella quale denunciava le mancanze dei suoi colleghi, suggerendone i rimedi. Una volta eletto, l'8 maggio 1524, al capitolo generale di Venezia, si affrettò a far approvare da quest'ultimo le nuove costituzioni che aveva appena elaborato, sulla base della propria opera e dei testi legislativi del riformatore Giovanni Soreth. I decreti allora assunti sarebbero poi stati ulteriormente chiariti e rafforzati nei capitoli generali successivi del 1532, del 1539 e del 1548. Per attuare la sua riforma, Nicolas visitò i conventi di ogni provincia o vi mandò delegati, tra cui Egidio Riccardi. Così, in una relazione scritta tra il 1550 e il 1557, poté annunciare che, su ottanta province, cinque erano state totalmente ridotte alla stretta osservanza: Bassa Germania, Francia, Narbona, Castiglia e Portogallo..
Tale opera non fu compiuta senza difficoltà: molti Carmelitani preferirono lasciare il chiostro piuttosto che cambiare modo di vivere, in particolare in Castiglia. Occorre che Nicolas aveva incontrato resistenze fin dall'inizio del suo mandato: da un lato, alla morte di Landucci, il provinciale di Narbonne Étienne Joannesius si era preso la libertà di convocare un capitolo a Montpellier, dove si era fatto eleggere priore generale dell'ordine al posto di Audet; dall'altro lato, la congregazione mantovana rifiutandosi di riconoscere un diritto di visita al generale, seguì, dal 1533 al 1539, un processo al termine del quale il tribunale della Rota si era pronunciato a favore di Nicola, pur limitando, però, i suoi diritti.
La prova più grande del suo generalato, però, consistette nella perdita dei centoventi conventi situati nelle sei province distrutte dal Protestantesimo e dall'anglicanesimo.
Nicolas aveva, da parte sua, optato per una riforma all'interno del cattolicesimo. In questa prospettiva, fece pressioni sui papi affinché riformassero una Curia romana troppo desiderosa di vendere dispense e benefici religiosi, il che ebbe l'effetto di vanificare gli sforzi dei riformatori. Dal 1554 partecipò attivamente anche alle sessioni del Concilio di Trento, prima di morire nei primi giorni di dicembre 1562, dopo aver trascorso quarant'anni alla guida dell'ordine.

## Posterità
Per mezzo delle nuove costituzioni, Nicolas intese sottolineare l'osservanza della povertà, della vita comune e della clausura. Cercò di riorganizzare la formazione e gli studi, assicurando un migliore discernimento nella scelta dei candidati alla vita carmelitana. Fedele alla vocazione contemplativa del Carmelo, insistette sulla celebrazione della liturgia secondo il rito proprio dell'ordine. A tal fine, nel 1544 pubblicò una versione corretta dell'Ordinale di Sibert de Béka, prima di lavorare alla redazione del messale e del breviario dell'ordine. Approvò la fondazione del Carmelo della Croce di Lucca di Napoli (1537). Le costituzioni dell'Audet saranno riprese e rese conformi ai decreti del Concilio di Trento, dal successivo priore generale, Jean-Baptiste Rossi (detto Rubeo), nominato il 16 dicembre 1562 da papa Pio IV. È questo stesso Rubeo che, passando per Avila, il 12 aprile 1567, avrebbe approvato l'opera riformatrice di Teresa di Gesù, iniziata sotto il generalato del suo predecessore.